# 卡塔日娜·克拉塔
卡塔日娜·克拉塔（波蘭語：Katarzyna Klata，1972年10月18日—），波兰女子射箭运动员。她曾代表波兰参加1996年夏季奥林匹克运动会射箭比赛，获得女子团体反曲弓铜牌。